# Mont Mabu
Le mont Mabu est une montagne d'environ 1 700 m au Mozambique. La région autour du mont est boisée sur environ 80 km2, non peuplée, assez méconnue et non cartographiée. Une expédition scientifique y eut lieu après la redécouverte par images satellites de son domaine forestier vierge.

## Découverte
En 2005, une équipe de chercheurs britanniques des Jardins botaniques royaux de Kew à la recherche de sites boisés de moyenne altitude a en effet été intriguée par une tache de verdure entourant le mont et repérée via Google Earth,,. Cette forêt, encore préservée n'était connue que des villageois,.

## Exploration
En 2008, une expédition scientifique internationale, menée par le botaniste Jonathan Timberlake et financée par la Darwin Initiative (en) en coordination avec le gouvernement du Mozambique, a permis à une équipe d'y découvrir des centaines d'espèces nouvelles dans la forêt en proie au développement rapide des villages environnants. Caméléons, papillons (Graphium policenes par exemple), serpents et plantes exotiques inconnues ont été identifiés et 500 spécimens ont été ramenés. Ces découvertes d'un milieu préservé sont exceptionnelles au XXIe siècle, tout comme l'est le faible impact de l'importante guerre civile du Mozambique du début des années 1980 à 1991.